# Louis Le Guillou
Pour les articles homonymes, voir Le Guillou.
Louis Le Guillou, né à Saint-Pierre-Quilbignon (Finistère) le 21 mars 1929 et mort le 26 janvier 2009 à Brest, est un spécialiste français de la littérature du XIXe siècle, professeur à l'université de Brest.
Louis Le Guillou est connu pour ses travaux et publications sur la vie et de l'œuvre de Lamennais, ainsi que pour ses recherches sur Jules Michelet, Lacordaire et Montalembert.

## Biographie
Louis Guillou a consacré sa thèse à L'Évolution de la pensée religieuse de Lamennais (1966). 
En 1990, il est président de la Société des amis de Lamennais.
Louis Le Guillou est le frère du théologien Marie-Joseph Le Guillou avec qui il a rédigé un livre commun, La condamnation de Lamennais.
Spécialiste du XIXe siècle, de l'histoire des idées et de la pensée religieuse, il est le créateur du département de français de la faculté des lettres de Brest en 1965, dont il a été le responsable pendant dix ans. Il est professeur à l'université de Brest depuis 1968. Il est également spécialiste du romantisme et de la vie intellectuelle en France au XIXe siècle. Il a publié de nombreuses correspondances (Lamennais, Michelet, Lacordaire, Montalembert).
Il est membre des différents conseils de l'Université de Bretagne-Occidentale (UBO) et a créé, en 1982, avec le soutien du Centre national de la recherche scientifique (CNRS), un groupe de recherche chargé d'assister et de coordonner les travaux d'édition de correspondances que menaient, de façon dispersée, différents chercheurs.
Il est président du Comité consultatif des universités, puis directeur de la commission littérature et langues au CNRS.

## Hommages
Louis Le Guillou est : 
- docteur honoris causa de l'université de Varsovie ;
- Chevalier de la Légion d'honneur ;
- Chevalier de l'ordre national du Mérite ;
- Officier de l'ordre des Palmes académiques.

## Ouvrages
- L'Évolution de la pensée religieuse de Félicité Lamennais, Paris, A. Colin, 1965, prix Paul-Teissonnière de l’Académie française en 1967[5].
- Les Lamennais, deux frères, deux destins, Éditions de l'Atelier, 1990  (ISBN 978-2-7082-2748-4), Collection Mémoire d'hommes, mémoire de foi.
- Histoire littéraire et culturelle de la Bretagne, 3 volumes, 1987 (rééd. 1997)
- Correspondance générale de Lamennais en neuf volumes, Armand Colin, de 1971 à 1981 Prix Gustave Le Métais-Larivière en 1983[5].
- Correspondance générale de Jules Michelet en douze volumes, de 1994 à 2001, médaille de vermeil de l'Académie française en 1999[5].
- Correspondance d'Henri Lacordaire, 1989.
- Correspondance de Charles de Montalembert, 2008.
- Journal intime inédit de Montalembert, de 1990 à 2008, médaille de vermeil de l'Académie française en 1991[5].
- Œuvres complètes de Lamennais, rééditées en 21 volumes par les éditions Slatkine.
- Introduction et notes des Paroles d'un croyant de Lamennais, en collection de poche chez Flammarion (1re édition en 1973).
- La condamnation de Lamennais, Guillou Louis et Marie-Joseph, 1982, éditions Beauchesne, Paris Prix Gustave Le Métais-Larivière en 1983[5].

Préface
- Montalembert, L'Église libre dans l'État libre, préfaces de René Rémond et Louis Le Guillou.